# Hans Dionys Dossenbach
Hans Dionys Dossenbach (* 29. Februar 1936 in Diessenhofen, Kanton Thurgau; † Ende November 2022 in Schaffhausen) war ein Schweizer Schriftsteller und Tierfotograf.

## Biografie
1955 begann Hans Dossenbach während seines Studiums am Institut für Verhaltensforschung in Wien, Tiere zu fotografieren. Er erlernte autodidaktisch die Tierfotografie. 1956 brach er das Studium ab und wurde Journalist beim Zürcher Tages-Anzeiger und der Neuen Zürcher Zeitung. In Zeitschriften wie GEO, Kosmos oder Das Tier erschienen Fotoartikel von ihm. 1982 wurde er von der American Book Publishing New York in die Liste der zehn weltbesten Tierfotografen aufgenommen. Ab den 1960er Jahren unternahm Dossenbach zahlreiche Fotosafaris um die ganze Welt. Es erschienen mehr als 49 Bildbände. Darüber hinaus schrieb er zusammen mit seiner Frau Monika Dossenbach-Astolfi (* 1947) erfolgreiche Bücher über Pferde und Pferdezucht. Das Paar lebte ab 1969 in Siblingen bei Schaffhausen. Hans Dossenbach starb Ende November 2022 in Schaffhausen an den Folgen einer Lungenentzündung; zuletzt hatte er im Altersheim am Kirchhofplatz in Schaffhausen gelebt.

## Werke (Auswahl)
- 1965: Moorpfad, BEA, Spreitenbach
- 1967: Grosswild, Gloria, Spreitenbach
- 1969: Wild Geboren, Schweizer Verlagshaus Zürich
- 1971: Von Liebe und Ehe der Vögel, Reich, Luzern
- 1971: Tiere ferner Länder, Mondo, Lausanne
- 1972: Vögel ferner Länder, Mondo, Lausanne
- 1974: Galapagos, Hallwag, Bern
- 1975: Irlands Pferde, Hallwag, Bern
- 1976: Ungarns Pferde, Hallwag, Bern
- 1977: Die grossen Gestüte der Welt
- 1978: Pferde – 100 Rassen in Text und Bild, Hallwag, Bern
- 1979: Das wundervolle Leben der Vögel, Weisermühl Verlag, Wels – München
- 1978: Ponys der Welt
- 1983: König Pferd
- 1986: Die Tierwelt Australiens. Silva-Verlag, Zürich.
- 1991: Geschichte des Pferdes
- 1992: Ponys – Pflege, Freundschaft, Rassen, Hallwag Verlag
- 1995: Wüsten, Faszinierende Lebensräume
- 1997: Grüner Reichtum
- 1998: Das Lexikon der Tiere
- 2002: Pferde, Cowboys, Westernreiten
- 2007: Leben in der Kälte: Arktis und Antarktis. Anlässlich des Internationalen Polarjahres 2007/2008
- 2018: 50 Jahre Kamerajagd, Geschichte & Biografie